# Szyja (Tatry)

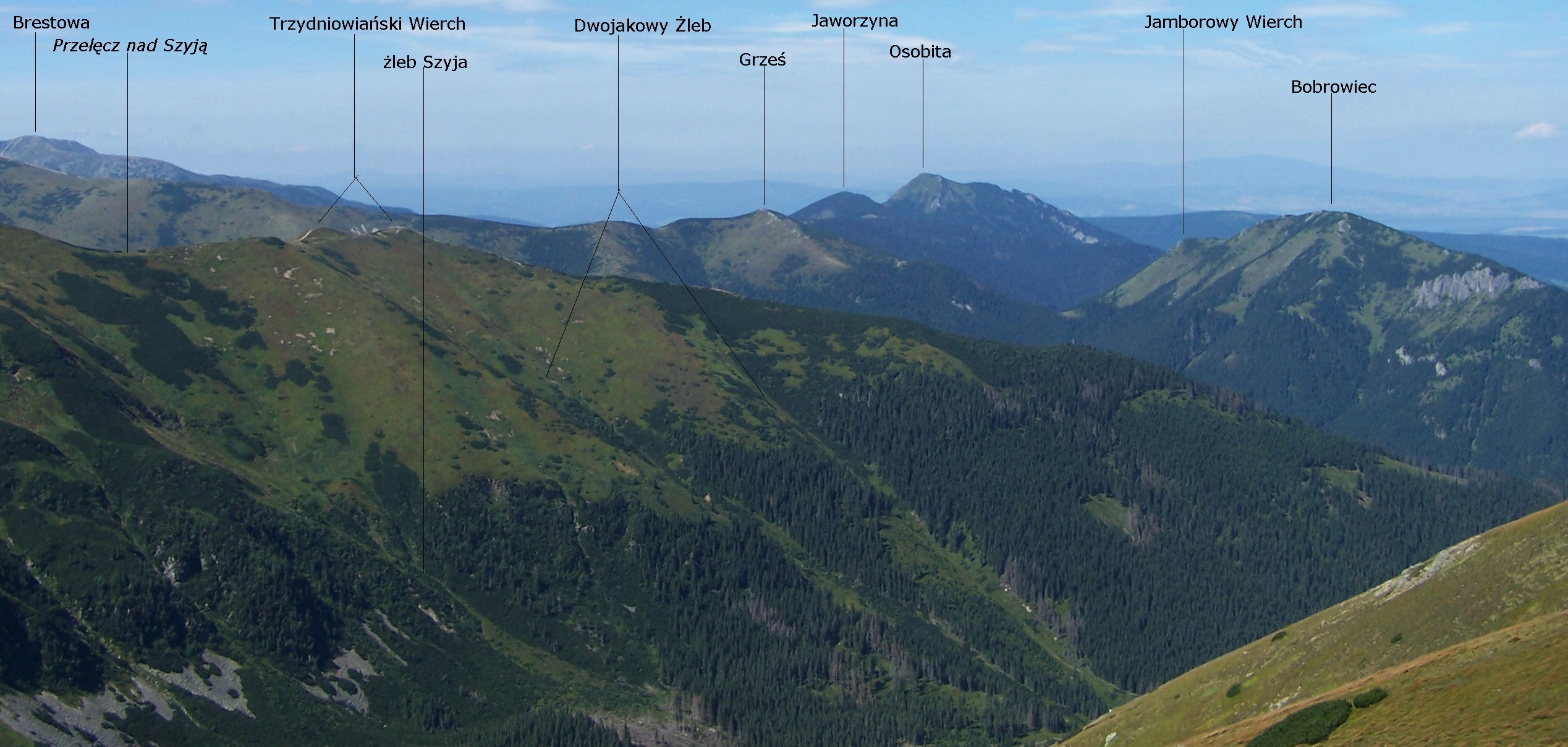
Widok z Suchego Wierchu Ornaczańskiego

Szyja – żleb na wschodnich stokach północnej grani Kończystego Wierchu w polskich Tatrach Zachodnich. Opada spod Przełęczy nad Szyją w kierunku północno-wschodnim, przerzyna się przez Dudowe Turnie i uchodzi do koryta Starorobociańskiego Potoku. Jego wylot znajduje się na wysokości 1291 m, około 230 m poniżej dolnego końca Starorobociańskiej Równi. Dolną częścią żlebu spływa niewielki ciek wodny. Koryto żlebu jest trawiaste, tylko dołem wydarte do gołej ziemi. Okolice żlebu w górnej części są trawiaste i stopniowo zarastają kosodrzewiną, w dolnej lasem. Zimą żlebem schodzą lawiny.
Żleb i jego okolice były dawniej terenem wypasowym Hali Stara Robota. Pozostałością pasterskiej przeszłości jest zachowana na mapach nazwa Twardy Upłaz w górnej części żlebu.